# Liste Langerfelder Gedenktafeln
Bei den Langerfelder Gedenktafeln in Langerfeld, einem Stadtteil der nordrhein-westfälischen Stadt Wuppertal, handelt es sich um 21 Gedenktafeln, die öffentlich an geschichtsträchtigen Gebäuden angebracht sind oder geschichtlichen Ereignissen in Langerfeld erinnern sollen. Vom Bürgerverein Langerfeld e.V. erfolgte die Auswahl der Objekte. Es handelt sich dabei zumeist um als Baudenkmal geschützte Bauwerke.
Die Texte stammen von Günther Voigt (1927–2000), die Gestaltung der Tafeln aus Metallguss wurde von Kurt Kürten (1920–1993) entworfen.

## Auflistung der Tafeln
- Tafel 1 – Zwischen Alter Kirche und Gaststätte „Delle“
- Tafel 2 – Die Kürten-Fontaine am Wohnhaus Wilhelm-Hedtmann-Straße 3
- Tafel 3 – Schwelmer Straße 19 (Haus aus den Erlen)
- Tafel 4 – Spitzenstraße 4 (ehemalige Metzgerei Zimmer, Schule Spitzenstraße)
- Tafel 5 – Wilhelm-Hedtmann-Straße 6 (Haus Hedtmann)
- Tafel 6 – Thüringer Straße / Ecke Beyeröhde
- Tafel 7 – Marbodstraße 23a (Kath. Kindergarten)
- Tafel 8 – Leibuschstraße 81 Aufgang von der Langerfelder Straße
- Tafel 9 – Öhder Straße 51 (Bleicherhaus Tönnies)
- Tafel 10 – Jesinghauser Straße / Ecke Kohlenstraße (Möbel Welteke)
- Tafel 11 – Kohlenstraße 4 (Altes Amtshaus Langerfeld)
- Tafel 12 – Schwelmer Straße 140 / Eingang zum „Kellerken“
- Tafel 13 – Spitzenstraße 5 (Haus Goebel)
- Tafel 14 – Schwelmer Straße 5 (Uhren Danz)
- Tafel 15 – Odoakerstraße (an der Mauer des altern evangelischen Friedhof Langerfeld)
- Tafel 16 – Odoakerstraße (Alte Kirche Langerfeld)
- Tafel 17 – An der Zeche Karl (Am Timpen, Parkplatz Gartenhallenbad)
- Tafel 18 – Langerfelder Straße 143 (ehemaliges Kaffeehaus Kiel)
- Tafel 19 – Ehemaliges Hofeshaus Schwelmer Straße 8 (auch Odoakerstraße 7)
- Tafel 20 – Spitzenstraße 9 (Hofeshaus Cleff)
- Tafel 21 – Odoakerstraße 1 (Haus Vedder)